# Psaltica
Psaltica is een geslacht van vlinders van de familie sikkelmotten (Oecophoridae), uit de onderfamilie Oecophorinae.

## Soorten
- P. cerozona Meyrick, 1914
- P. dulcicola Meyrick, 1914
- P. hypnodes Meyrick, 1914
- P. leptochorda Meyrick, 1914
- P. monochorda Meyrick, 1914
- P. phellopis Meyrick, 1914
- P. scoparcha Meyrick, 1914
- P. toxophanes Meyrick, 1910
- P. xanthochra Meyrick, 1910
- P. zonocopa Meyrick, 1914